# Santa Maria Annunziata a Tor de' Specchi
Santa Maria Annunziata a Tor de' Specchi, även benämnd Santissima Annunziata, är en kyrkobyggnad i Rom i Italien, helgad åt Jungfru Maria och särskilt åt Hennes bebådelse. Kyrkan är belägen i klosterkomplexet Tor de' Specchi i Rione Campitelli och tillhör församlingen Santa Maria in Portico in Campitelli. Klosterkomplexet och dess sakrala rum innehas av Heliga Franciska av Roms oblater, en kvinnlig oblatorden, grundad av den heliga Franciska av Rom år 1425.
Klostret är endast öppet för allmänheten på den heliga Franciskas festdag, det vill säga den 9 mars.

## Historia
Klostret grundades av Franciska av Rom på Jungfru Marie bebådelsedag (Annunciazione della Beata Vergine Maria) den 25 mars 1433 och var initialt inhyst i en liten byggnad vid det medeltida Torre degli Specchi. År 1433 flyttade kommuniteten in i ett nytt kloster, som fick namnet Monastero delle Oblate a Tor dei Specchi. Nunnorna lät uppföra ett litet oratorium och senare en treskeppig kyrka, Santissima Annunziata.
Vid nuvarande Via del Teatro di Marcello sträcker sig klostrets fasad. Vid nummer 32 finns en högrelief, vilken förställer Den heliga Franciska och ängeln och vid nummer 40 ses en fresk från 1700-talet föreställande Jungfru Maria och Jesusbarnet med de heliga Benedikt och Franciska.
Klosterkyrkan Santissima Annunziata har ett rikt dekorerat trätak. Altarmålningen utgörs av Alessandro Alloris Bebådelsen. Oratoriet hyser en rad fresker med scener ur den heliga Franciskas liv. Freskcykeln, daterad 1468, är attribuerad åt Antoniazzo Romano.

## Klostrets sakrala rum
Santissima Annunziata – övre kyrkan
Klosterkyrkan Santissima Annunziata har ett rikt dekorerat trätak. Altarmålningen utgörs av Alessandro Alloris Bebådelsen. Sidoväggarna pryds av freskerna Konungarnas tillbedjan och Herdarnas tillbedjan.
Santa Maria de Curte – nedre kyrkan
I absiden finns en målning som föreställer Jungfru Maria och Barnet, omgiven av en förgylld ram. I detta rum bevaras som en relik den salva som den heliga Franciska använde när hon botade sjuka och sårade. Namnet Santa Maria de Curte syftar på den medeltida kyrka, vilken orden övertog. Denna kyrka revs dock omkring år 1614.
Oratoriet
Oratoriet hyser tjugofem fresker med scener ur den heliga Franciskas liv. Freskcykeln, daterad 1468, är attribuerad åt Antoniazzo Romano. I anslutning till oratoriet ligger den heliga Franciskas klostercell.
1. Den heliga Franciska och hennes följeslagare avlägger sina löften i kyrkan Santa Maria Nova den 15 augusti 1425
2. Jungfru Maria uppenbarar sig för Franciska
3. Jungfru Maria höljer Franciska och hennes följeslagare i sin mantel
4. Franciska mottar Jesusbarnet i sin famn
5. Franciskas syn
6. Sonen Evangelista och en ängel uppenbarar sig för Franciska
7. Miraklet på Ponte Santa Maria
8. Franciska botar skogshuggaren Giuliano
9. Franciska botar Jacovella
10. Franciska uppväcker en drunknad pojke
11. Franciska botar Stefano som blivit sårad i huvudet
12. Franciska uppväcker en man som blivit ihjälslagen
13. Franciska botar den stumma Camilla
14. Miraklet med vinet
15. Miraklet med säden
16. Franciska botar den puckelryggige Tommaso
17. Franciska uppväcker den döde Paolo
18. Franciskas hänryckning
19. Franciska botar Janni
20. Franciska mottar den heliga Kommunionen i Santa Maria in Trastevere
21. Oblaternas brödunder
22. Franciska uppväcker den drunknade Paolo
23. Franciska i vingården
24. Franciskas död
25. Franciskas begravning i kyrka Santa Maria Nova

Oratorio di Santa Maria del Sole
Detta oratorium uppvisar graciösa stuckdekorationer, utförda på 1600-talet.

## Bilder
| - Klostret Tor de' Specchi (här benämnt m. turris speculor) på Antonio Tempestas vy över Rom från år 1593. - Klostret (här benämnt TORRE⋅DE⋅SPECCH) avbildat på Giovanni Maggis vy över Rom från år 1625. Maggi anger även Santa Maria del Sole. - Klostret med kyrkan Santissima Annunziata (nummer 986) på Giovanni Battista Nollis karta över Rom från år 1748. - Klostret med kyrkan Santissima Annunziata på en karta från år 2018. - Högreliefen Den heliga Franciska och ängeln. - Jungfru Maria och Jesusbarnet med de heliga Benedikt och Franciska. - Den heliga Franciska botar en man med ett infekterat ben. |